# Sakuji Yoshimura
Pour les articles homonymes, voir Yoshimura.
Sakuji Yoshimura (吉村 作治, Yoshimura Sakuji) est un égyptologue japonais né le 1er février 1943.

## Biographie
En 2007, il est directeur de l'institut d'égyptologie de l'université Waseda à Tokyo.
En 2005, l'équipe de Sakuji Yoshimura découvre sur le site de Dahchour Nord, une tombe inviolée contenant une momie intacte d'un fonctionnaire inhumé vers 1700 avant notre ère. En 2006, Sakuji Yoshimura participe à la reconstitution du visage de cette momie.
Assez populaire au Japon, Sakuji Yoshimura participe à des émissions télévisées et a tourné dans des spots publicitaires (Hanamaruki, Air Link ou encore Vicks).

## Publications
- (ja) Pyramid ha kataru (ピラミッドは語る―王の墓・黄金・盗掘), 1985,  (ISBN 4005001025) ;
- (en) Non-destructive pyramid investigation, 1987 ;
- (ja) Fusei wo hameta busshu (布施員をはめた醜手, 1991,  (ISBN 479581371X) ;
- (ja) Egypt-shi wo horu (エジプト史を掘る), 1992,  (ISBN 4094600264) ;
- (ja) Pharaoh to shisha no koto (ファラオと死者の書―古代エジプト人の死生観), 1994,  (ISBN 4094600604) ;
- (ja) Yoshimura Sakuji no kodai Egypt kōgiroku (吉村作治の古代エジプト講義録), 1996,  (ISBN 4062561697) (Tome 1),  (ISBN 4062561700) (Tome 2) ;
- (ja) Egypt-bi no kigen - Cairo hakubutsukan nyumon (エジプト美の起源―カイロ博物館入門), 1997,  (ISBN 4096060615) ;
- (ja) Ima, tokiagasu! Kodai-bunmei kōbō no shinjitsu (今、解き明かす！古代文明興亡の真実), 2001,  (ISBN 4415069487) ;
- (ja) Chichi no nokoshita kotoba (父の遺した言葉), 2003,  (ISBN 4591078469) ;
- (ja) Hieroglyph de manabō! (ヒエログリフで学ぼう!), 2004,  (ISBN 978-4752101321) ;
- (ja) Pyramid ga kureta fushigi na chikara (ピラミッドがくれた不思議な力), 2004,  (ISBN 978-4764820203) ;
- (ja) Pyramid ga wakaru ehon (ヒエログリフがわかる絵本), 2005,  (ISBN 4422230190) ;
- (ja) Kodai Egypt wo shiru jiten (古代エジプトを知る事典), 2005,  (ISBN 978-4490106626) ;
- (ja) Miira Hakken!! - Boku no Egypt hakkutsu monogatari (ミイラ発見!!―私のエジプト発掘物語), 2005,  (ISBN 978-4811302089) ;
- (ja) Pyramid no nazo (ピラミッドの謎), 2006,  (ISBN 978-4005005444) ;
- (ja) Ōgonō Tutankamen no sugata (黄金王ツタンカーメンの素顔), avec Zahi Hawass et Nishikawa (西川 厚), 2007,  (ISBN 978-4811302133) ;
- (ja) Zusetsu Kodai Egypt no josei-tatchi (図説 古代エジプトの女性たち), avec Zahi Hawass et Nishisaka (西坂 朗子), 2007,  (ISBN 978-4562030293).